# Dispositionsindex

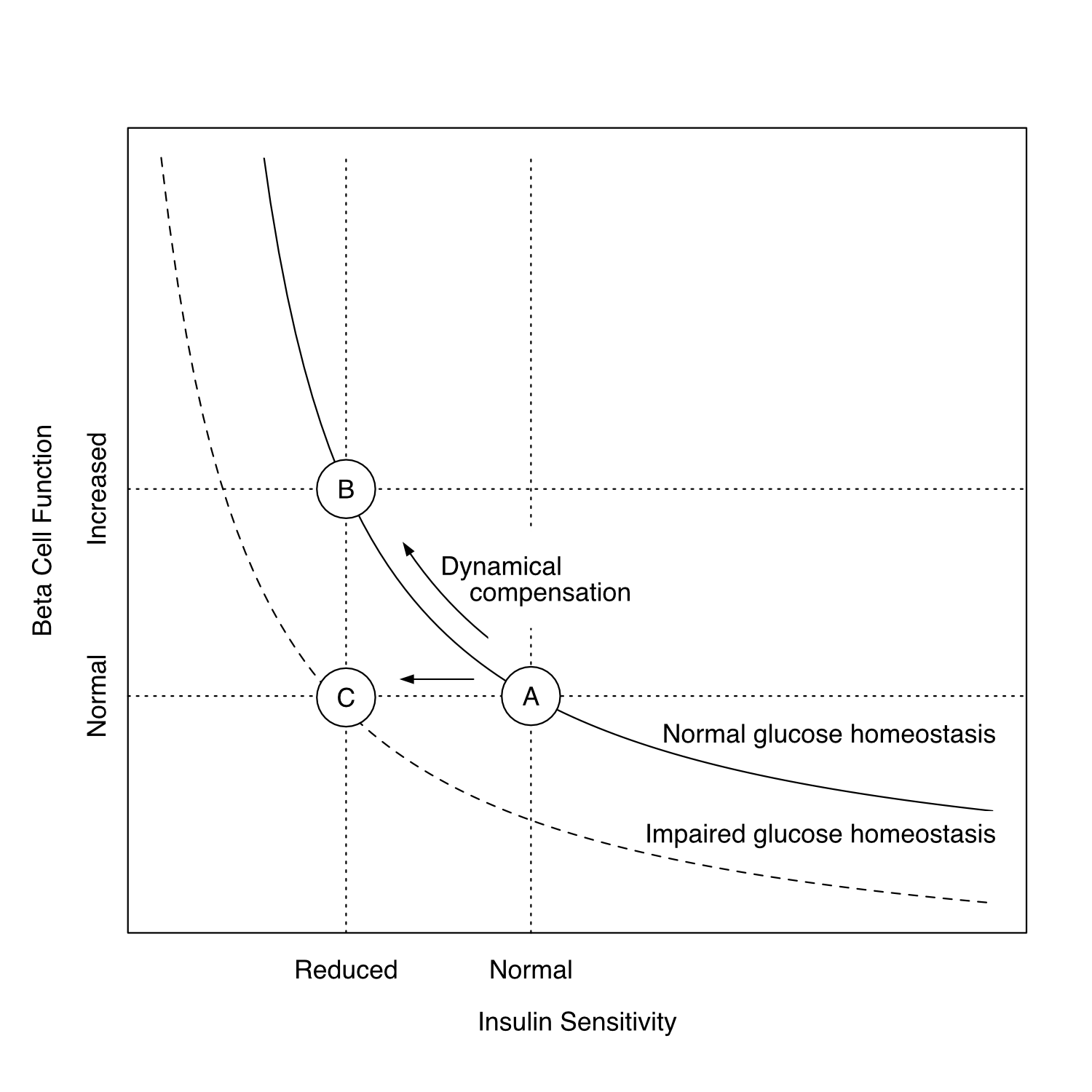
Hyperbolischer Zusammenhang zwischen Insulinsensitivität und Betazellfunktion mit dynamischer Kompensation bei „gesunder“ Insulinresistenz (Übergang vom Punkt A zum Punkt B) und Entwicklung eines Diabetes mellitus Typ 2 (Übergang vom Punkt A zum Punkt C). Dispositionsmetriken integrieren die Betazellfunktion und die Insulinsensitivität, so dass die Ergebnisse über dynamische Kompensation konstant bleiben. Geändert nach Cobelli et al. 2007 und Hannon et al. 2018.

Der Dispositionsindex ist ein Maß für die Kreisverstärkung des Insulin-Glukose-Regelkreises. Er ist definiert als das Produkt aus der Insulinsensitivität und der Insulinmenge, die als Antwort auf eine Glukosebelastung ausgeschüttet wird. „Metabolisch gesunde“ Personen mit Insulinresistenz können dank erhöhter Insulinsekretion einen normalen Blutzucker halten, solange die Betazellen der Bauchspeicheldrüse in der Lage sind, ihre Sekretionsleistung zu erhöhen, um die zunehmende Insulinresistenz zu kompensieren. Das Verhältnis zwischen dem Anstieg der Plasma-Insulinkonzentration und dem Anstieg des Blutzuckerspiegels liefert ein besseres Maß für die Betazellfunktion als die Insulinantwort auf eine Glukosebelastung. Ein Funktionsverlust der Betazellen, der ihre Fähigkeit einschränkt, eine Insulinresistenz zu kompensieren, führt zu einem niedrigeren Dispositionsindex.

## Bestimmungsmethoden
Der Dispositionsindex kann aus Daten gewonnen werden, die Informationen über die Insulinempfindlichkeit und die Betazellfunktion liefern.
Zu den geeigneten Quellen zählen:
- Glucose-Clamp-Untersuchungen[6]
- Intravenöser Glukosetoleranztest mit engem Messraster (frequently-sampled intravenous glucose tolerance testing, fsIGT)[1]
- Oraler Glukosetoleranztest mit engem Messraster (frequently-sampled oral glucose tolerance testing, fsOGT)[7][8]
- Gleichzeitige Bestimmung von Nüchtern-Insulin und -Glukose mit mathematischer Modellierung (Strukturparameter-Inferenz-Ansatz, SPINA)[9]

Wenn eine Clamp-Untersuchung herangezogen wird, dann ist der Dispositionsindex als Produkt aus der Fläche unter der Insulin-Antwortkurve ({\displaystyle AUC_{\Delta Insulin}}) und dem Insulin-Empfindlichkeitsindex (ISIClamp, durchschnittliche Glukose-Infusionsrate geteilt durch mittlere Insulinkonzentration) mit
{\displaystyle DI_{Clamp}=AUC_{\Delta Insulin}\cdot ISI_{Clamp}}
definiert.
Die Bestimmung eines Dispositionsindex auf der Grundlage eines fsIGT erfordert es, die Zeitreihen der Insulin- und Glukosekonzentrationen mit dem minimalen Modell der Insulin-Glukose-Homöostase nach Bergman und Cobelli abzugleichen. Der Dispositionsindex wird dann mit
{\displaystyle {DI}_{fsIGT}={\varphi }_{1}\cdot {S}_{I}}
aus der ersten Phase der Insulinantwort auf die Glukoseinjektion ({\displaystyle {\varphi }_{1}}) und dem Insulinempfindlichkeitsindex (SI) berechnet.
Aus den Ergebnissen eines oralen Glukosetoleranztests kann ein Dispositionsindex mit
{\displaystyle {DI}_{fsOGT}=IGI\cdot ISI_{composite}}
aus dem „Insulinogenic Index“ (IGI) und dem Insulinsensitivitätsindex (ISIcomposite) ermittelt werden.
Der statische Dispositionsindex auf der Grundlage von Nüchternwerten (SPINA-DI) ergibt sich als Produkt aus der Sekretionsleistung pankreatischer Betazellen ({\displaystyle G_{\beta }} oder SPINA-GBeta) und der Insulinrezeptorverstärkung ({\displaystyle G_{R}} oder SPINA-GR) mit
{\displaystyle DI_{f}=G_{\beta }\cdot G_{R}}.
Die vier Methoden liefern leicht unterschiedliche Information. Obwohl die Ergebnisse von Clamp-, fsIGT-, fsOGT- und SPINA-basierten Dispositionsindices signifikant miteinander korrelieren, ist die Stärke der Korrelation (Bestimmtheitsmaß) nur beschränkt. Im direkten Vergleich hatte der SPINA-basierte Dispositionsindex (SPINA-DI) eine höhere diagnostische Trennschärfe für die Diagnose eines Diabetes mellitus als der oGTT-basierte Dispositionsindex nach Matsuda und DeFronzo.

## Klinische Bedeutung
Der Dispositionsindex wird als Maß für die Betazellfunktion und als integrierter Marker für die Fähigkeit des Organismus, eine Glukosebelastung auszugleichen, verwendet. Ein niedrigerer Dispositionsindex sagt den Übergang von der „metabolisch gesunden“ Insulinresistenz zum Diabetes mellitus voraus. Anders als die Insulinresistenz kann der Dispositionsindex einen Diabetes mellitus Typ 2 bei Personen mit normalen Blutzuckerspiegeln und ohne familiäres Diabetesrisiko vorhersagen.
Der Dispositionsindex kann bei aerobem Training ansteigen, aber nur insofern als sich eine Insulinresistenz bessert.
Bei verschiedenen chronischen Krankheiten, z. B. zystischer Fibrose, reduzierter PCSK9-Expression und inflammatorischen Erkrankungen, etwa Acne inversa, ist der Dispositionsindex reduziert.

## Prädiktive Aspekte
In einer Längsschnittauswertung der NHANES-Studie, einer großen bevölkerungsbasierten Stichprobe aus den USA, sagte ein reduzierter statischer Dispositionsindex (SPINA-DI) die Mortalität über 10 Jahre signifikant voraus.